# Heinrich Wilhelm Ernst
Heinrich Wilhelm Ernst (Brno, 8 de junio de 1812 – Niza, 8 de octubre de 1865) fue un violinista y compositor moravo. En su época fue considerado el mejor violinista de su tiempo y sucesor de Paganini.

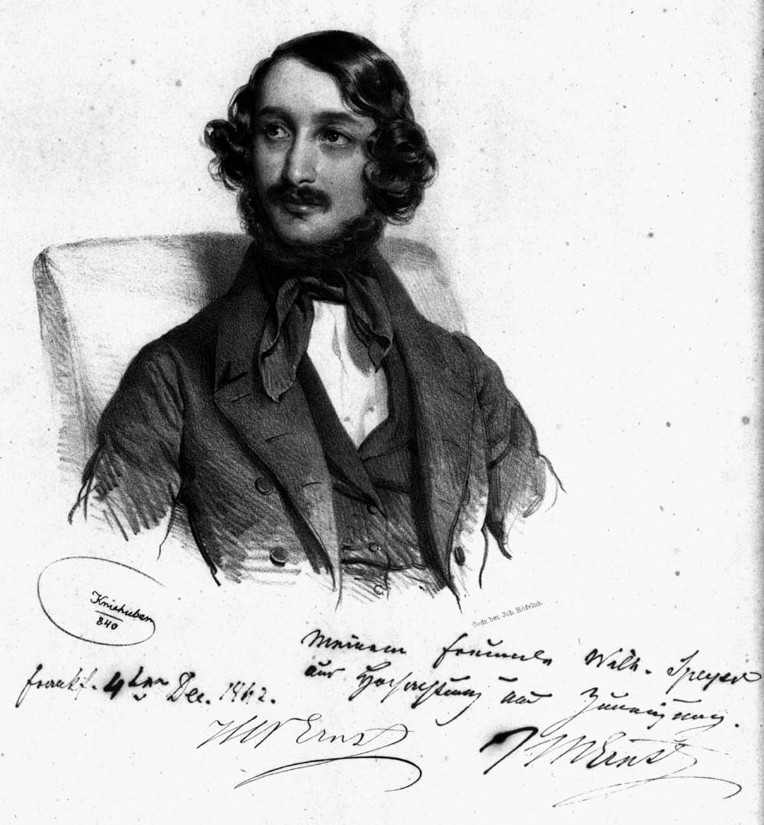
Heinrich Wilhelm Ernst en una litografía de 1842.

## Biografía
A la edad de nueve años comienza sus estudios de violín. Ernst fue un niño prodigio, educado en el conservatorio de Viena, donde estudió violín con Joseph Böhm y composición bajo la tutela de Ignaz von Seyfried. En 1828, Ernst oyó tocar a Paganini y se convirtió en un admirador de su estilo extravagante y virtuoso. 
Motivado a viajar, deja el conservatorio, en el cual es sancionado. Ernst reta a Paganini, tocando su Nel cor pìu non mi sento con una precisión que impactó tanto a la audiencia como al mismo Paganini. Así como Paganini, Ernst compuso su propia serie de variaciones sobre el tema del Carnaval de Venecia, que normalmente ejecutaba al final de los conciertos. Esta pieza fue extremadamente popular entre la audiencia de toda Europa, y se convirtió en su sello personal.
Durante toda su vida profesional, viajó por toda Europa, ejecutando piezas con su propio estilo y compuestas por él mismo. En 1832 viajó a París, donde vivió muchos años. Durante este periodo se vinculó con Stephen Heller, vínculo que quedó plasmado en sus Pensees fugitives para violín y piano. Conforma desde 1859 con Joseph Joachim, Henryk Wieniawski y Carlo Alfredo Piatti el Cuarteto Beethoven Society. 
Al final de su vida, su salud empeoró a causa de una neuralgia severa. Los últimos años de su vida los pasó en Niza componiendo. Entre las obras de este período figuran sus "Estudios polifónicos". Ernst murió en Niza el 8 de octubre de 1865.
Todavía forman parte del repertorio habitual su "concierto Patético" en fa sostenido menor y los "Aires Húngaros". Veintiséis fueron sus composiciones, todas para violín.